# Nongkodono
Nongkodono is een bestuurslaag in het regentschap Ponorogo van de provincie Oost-Java, Indonesië. Nongkodono telt 1593 inwoners (volkstelling 2010).